# کلت لاما
لاما (به اسپانیایی: Llama) که در زبان فارسی و زبانهای محلی ایران لامه نیز تلفظ می‌شود، یکی از سلاح‌های کمری نیمه خودکار است که محصول یکی از شرکتهای اسلحه سازی کشور اسپانیاست. کارکرد این سلاح کاملاً شبیه کلت ۴۵ یا ۱۹۱۱ می‌باشد. می‌توان گفت لاما مدل ۳۸۰ از نمونه‌های کوچک سلاح کمری کلت ۴۵ است.

## کارکرد
لاما یک اسلحه نیمه خودکار است که با کشیدن گلنگدن مسلح و با شلیک هر گلوله با گاز باروت مجدداً به صورت خودکار مسلح می‌شود و با شلیک آخرین فشنگ گلنگدن با خشاب قفل می‌شود. چکش آن در خارج از فضای داخلی سلاح قرار دارد. خشاب این سلاح ۷ فشنگ هفت میلیمتری را در خود جای می‌دهد.

## کاربرد
این سلاح در گذشته بیشتر مورد استفاده نیروهای پلیس مخفی و مأموران سرویس‌های امنیتی قرار می‌گرفت و هنوز هم برخی از واحدهای اطلاعاتی برای انجام ماموریت‌های مخفی از این سلاح بهره می‌جویند.

## ایمنی
این اسلحه علاوه بر ضامن قبضه ای و ضامن قفل گلنگدن، از مکانیزم ضامن سوزن نیز بهره‌مند است. این ضامن اجازه حرکت را تا زمانی که ماشه سلاح به عقب کشیده نشود را نمی‌دهد و در صورت رها شدن و برخورد ناخواسته چکش با اجسام خارجی، این ضامن نقش مهمی را در پیشگیری از شلیک ناخواسته ایفاء می‌کند.